# Klient
Ein Klient (abgeleitet von lateinisch cliens, „Anhänger, Schützling, Höriger“) ist der Auftraggeber oder Leistungsempfänger bestimmter Beratungsberufe, etwa von Rechtsanwälten, Steuerberatern, Wirtschaftsprüfern, solange dieser Auftraggeber einem der Letztgenannten noch kein Mandat erteilt hat, oder von Sozialpädagogen oder ehrenamtlichen Helfern. Den Begriff verwenden Therapeuten und Angehörige von Pflegeberufen gelegentlich in Abgrenzung zum Patienten, um den Dienstleistungscharakter ihrer Tätigkeit zu betonen.

## Geschichte
Der lateinische Begriff clientela bezeichnet im antiken Rom einerseits die Anhängerschaft, die Gesamtheit der Schützlinge, andererseits das zwischen einem Klienten und seinem Patron bestehende und vererbbare Verhältnis. Der Patron tritt für seine Klienten ein und verlangt im Gegenzug deren Treue (fides) (Klientelismus). Die clientela entstand meist, weil ein Nichtadeliger in wirtschaftliche Nöte kam oder weil er sich aufgrund seiner beschränkten Rechtsfähigkeit und -kenntnis nicht eigenständig vor Gericht vertreten konnte. Die Treueverpflichtungen des Klienten bestanden z. B. aus der Begleitung des Patrons, der morgendlichen salutatio und der Unterstützung bei Wahlen. Die Gegenleistung des Patrons bestand u. a. aus der Einladung zur Tafel, finanzieller Unterstützung und dem Rechtsbeistand.
Mit dem Ende der Ständekämpfe und zu Beginn der römischen Republik entstand eine politische Klientel: Der Klient unterstützte den Patron im politischen Bereich und stattete ihm einen täglichen Morgenbesuch ab. Macht und Ansehen des Patrons hängen so von der Größe seiner Klientel ab. Ein Klient kann zeitgleich verschiedene Patrone haben.
Gegen Ende der Republik schwangen sich einige, meist populare Feldherren zu Patronen ihrer Armeen auf. Diese Heeresklientel trug mit zum Untergang der römischen Republik und zur Entstehung des Prinzipats unter Augustus bei.
In der Kaiserzeit war die Klientel ein Statussymbol für den Patron. Die politische Funktion, eine Anhängerschaft zu gewinnen, um sich gegen konkurrierende Politiker durchsetzen zu können, entfiel auf der senatorischen Ebene häufig, sodass die Klientel vornehmlich aus ökonomischer Perspektive betrachtet wurde und die finanzielle Abhängigkeit der Klienten in den Fokus trat. Mitunter wurden Klienten von ihren Patronen zu bloßen Dienstleuten herabgewürdigt, gedemütigt und beschämenden Regeln unterworfen, etwa durch Kleidungsvorschriften oder eine Anwesenheitspflicht, bestehend aus dem Morgenbesuch beim Patron und seiner öffentlichen Begleitung.
Heute gilt ein Patronagesystem als typisches Merkmal für Gesellschaften, deren staatliche Autorität schwach ausgeprägt ist oder verfällt und in denen das Rechtssystem schlecht funktioniert, sodass abseits von Klientelbeziehungen kein effektiver Rechtsschutz möglich ist. Die Entwicklung der Mafia in Sizilien basiert ebenso auf solchen Strukturen. Ebenfalls auf Patronage und Loyalitätsnetzwerken lokaler militärischer Anführer beruhen die bei Staatszerfall nicht selten entstehenden Machtbereiche so genannter Warlords.